# إيست سيراكيوز (نيويورك)
إيست سيراكيوز (بالإنجليزية: East Syracuse, New York) هي منطقة سكنية تقع في الولايات المتحدة في مقاطعة أونونداغا، نيويورك. يقدر عدد سكانها بـ 3,084 نسمة ومساحتها 4.1 كم2 وترتفع عن سطح البحر 132 متر.

## التركيبة السكانية
حدّد مكتب تعداد الولايات المتحدة بيانات التركيبة السكانية لإيست سيراكيوز في تعداد الولايات المتحدة. في ما يلي، التركيبة السكانية حسب تعدادي 2000 و2010.

### تعداد عام 2000
بلغ عدد سكان إيست سيراكيوز 3,178 نسمة بحسب تعداد عام 2000، وبلغ عدد الأسر 1,393 أسرة وعدد العائلات 743 عائلة مقيمة في القرية. في حين سجلت الكثافة السكانية 756.7 نسمة لكل كيلومتر مربع (1,959.8/ميل2). وبلغ عدد الوحدات السكنية 1,503 وحدة بمتوسط كثافة قدره 357.9 لكل كيلومتر مربع (927.0/ميل2).
وتوزع التركيب العرقي للقرية بنسبة 95.06% من البيض و1.45% من الأمريكيين الأفارقة و1.01% من الأمريكيين الأصليين و0.25% من الأمريكيين ذوي الأصول الآسيوية و0.09% من الأعراق الأخرى و2.14% من عرقين مختلطين أو أكثر و1.16% من الهسبانيون أو اللاتينيون من أي عرق.
بلغ عدد الأسر 1,393 أسرة كانت نسبة 33.1% منها لديها أطفال تحت سن الثامنة عشر تعيش معهم، وبلغت نسبة الأزواج القاطنين مع بعضهم البعض 30.1% من أصل المجموع الكلي للأسر، ونسبة 15.8% من الأسر كان لديها معيلات من الإناث دون وجود شريك، بينما كانت نسبة 7.5% من الأسر لديها معيلون من الذكور دون وجود شريكة وكانت نسبة 46.7% من غير العائلات. تألفت نسبة 40.2% من أصل جميع الأسر من عدة أفراد يعيشون في نفس المنزل ونسبة 16.8% كانت تتألف من شخص يعيش بمفرده يبلغ من العمر 65 عاماً أو أكثر. وبلغ متوسط حجم الأسرة المعيشية 2.28، أما متوسط حجم العائلات فبلغ 3.09.
بلغ العمر الوسطي للسكان 36.2 عاماً. وكانت نسبة 27% من القاطنين تحت سن الثامنة عشر، وكانت نسبة 7.9% بين الثامنة عشر والرابعة والعشرين عاماً، ونسبة 30.4% كانت واقعةً في الفئة العمرية ما بين الخامسة والعشرين والرابعة والأربعين عاماً، ونسبة 19% كانت ما بين الخامسة والأربعين والرابعة والستين، ونسبة 15.4% كانت ضمن فئة الخامسة والستين عاماً فما فوق. يوجد لكل 100 أنثى 90.5 ذكر، ويوجد لكل 100 أنثى في الثامنة عشر من عمرها فما فوق 85.8 ذكر.
بلغ متوسط دخل الأسرة في القرية 28,703 دولارًا، أما متوسط دخل العائلة فبلغ 34,293 دولارًا. وكان متوسط دخل الذكور 34,405 دولارًا مقابل 24,875 دولارًا للإناث. وسجل دخل الفرد الخاص بالقرية 17,066 دولارًا. وكانت نسبة 14.3% من العائلات ونسبة 14.7% من السكان تحت خط الفقر، وكان من هؤلاء نسبة 18.6% تحت سن الثامنة عشر ونسبة 11.4% في الخامسة والستين من العمر وما فوق.

### تعداد عام 2010
بلغ عدد سكان إيست سيراكيوز 3,084 نسمة بحسب تعداد عام 2010، وبلغ عدد الأسر 1,364 أسرة وعدد العائلات 717 عائلة مقيمة في القرية. في حين سجلت الكثافة السكانية 734.3 نسمة لكل كيلومتر مربع (1,901.8/ميل2). وبلغ عدد الوحدات السكنية 1,488 وحدة بمتوسط كثافة قدره 354.3 لكل كيلومتر مربع (917.6/ميل2).
وتوزع التركيب العرقي للقرية بنسبة 90.56% من البيض و3.02% من الأمريكيين الأفارقة و1.01% من الأمريكيين الأصليين و0.75% من الأمريكيين ذوي الأصول الآسيوية و0.06% من سكان جزر المحيط الهادئ و0.65% من الأعراق الأخرى و3.96% من عرقين مختلطين أو أكثر و2.63% من الهسبانيون أو اللاتينيون من أي عرق.
بلغ عدد الأسر 1,364 أسرة كانت نسبة 31% منها لديها أطفال تحت سن الثامنة عشر تعيش معهم، وبلغت نسبة الأزواج القاطنين مع بعضهم البعض 28% من أصل المجموع الكلي للأسر، ونسبة 16.8% من الأسر كان لديها معيلات من الإناث دون وجود شريك، بينما كانت نسبة 7.8% من الأسر لديها معيلون من الذكور دون وجود شريكة وكانت نسبة 47.4% من غير العائلات. تألفت نسبة 39.7% من أصل جميع الأسر من عدة أفراد يعيشون في نفس المنزل ونسبة 14.7% كانت تتألف من شخص يعيش بمفرده يبلغ من العمر 65 عاماً أو أكثر. وبلغ متوسط حجم الأسرة المعيشية 2.26، أما متوسط حجم العائلات فبلغ 3.04.
بلغ العمر الوسطي للسكان 37.1 عاماً. وكانت نسبة 24.5% من القاطنين تحت سن الثامنة عشر، وكانت نسبة 9.4% بين الثامنة عشر والرابعة والعشرين عاماً، ونسبة 27% كانت واقعةً في الفئة العمرية ما بين الخامسة والعشرين والرابعة والأربعين عاماً، ونسبة 26.3% كانت ما بين الخامسة والأربعين والرابعة والستين، ونسبة 12.8% كانت ضمن فئة الخامسة والستين عاماً فما فوق. وتوزع التركيب الجنسي للسكان بنسبة 49.9% ذكور و50.1% إناث.

## أعلام
- راسيل براندون
- توم كيني
- إدوارد سيمونز فولمر